# Giải Oscar cho phim màu ngắn hay nhất
Giải Oscar cho phim màu ngắn hay nhất là một trong các giải Oscar được Viện Hàn lâm Khoa học và Nghệ thuật Điện ảnh trao cho phim màu ngắn hay nhất. Giải này chỉ được trao trong 2 năm 1936 và 1937, sau đó bị bãi bỏ.
Dưới đây là danh sách các phim cùng tên hãng sản xuất đoạt giải, tiếp theo là các phim được đề cử trong cùng năm:
- 1936 Give Me Liberty - Warner Brothers
  - La Fiesta de Santa Barbara - MGM
  - Popular Science J-6-2 - Paramount
- 1937 Penny Wisdom - Pete Smith
  - The Man Without a Country - Warner Brothers
  - Popular Science J-7-1 - Paramount